# Ole Theodor Moe
Ole Theodor Moe, född 1863, död 1922, var en norsk lärare, kaplan, präst och sångförfattare. 

## Sånger
- Jesus, det eneste även känd som
  - Jesus, det renaste
  - Jesus, det skönaste